# Colexio de San Xerome
Il Colexio de San Xerome (in italiano Collegio di San Geronimo) è un edificio civile che si trova nella Praza do Obradoiro di Santiago de Compostela.

## Storia
Il collegio fu fondato nel 1521 dall'arcivescovo di Santiago Alonso III de Fonseca come scuola preparatoria all'università per gli studenti poveri e aveva sede nell'Hospicio de la Azabachería. Nel 1652 venne spostato nell'attuale edificio in Praza do Obradoiro nel quale venne installato il portale romanico della vecchia scuola.
L'edificio cessò di funzionare come collegio nel 1840 e per gran parte del XX secolo svolse la funzione di scuola materna.
Dagli anni '80 ospita il rettorato dell'Università di Santiago di Compostela.